# Matka czarnoskrzydłych snów (opera)
Matka czarnoskrzydłych snów – opera kameralna Hanny Kulenty z roku 1995.
Opera powstała na zamówienie Monachijskiego Biennale Operowego w koprodukcji z Operą Państwową w Hamburgu. Libretto w języku angielskim napisał holenderski pisarz – Paul Goodman.
Utwór odwołuje się do mitycznej Hekabe (znanej w literaturze m.in. z tragedii Eurypidesa). Jest swoistym "studium schizofrenii".
Polska premiera odbyła się w roku 2010 w Operze Wrocławskiej. Została przygotowana przez Wojciecha Michniewskiego (kierownictwo muzyczne) i Ewelinę Pietrowiak (reżyseria).

## Źródła
- Opera w bazie e-teatr
- Program opery [PDF] w bazie e-teatr